# Geografija u Hrvatskoj
Geografija u Hrvatskoj ima značajnu odgojnu i znanstveno-istraživačku ulogu. Hrvatski geografi zaposleni su u obrazovnim ustanovama (osnovne, srednje, više i visoke škole), javnim tvrtkama za upravljanje i gospodarenje prostorom, zavodima za prostorno planiranje i uređenje, katastarskim uredima, kartografskim i geoinformatičkim ustanovama, zavodima za statistiku, Hrvatskoj vojsci, tijelima državne uprave te lokalne uprave i samouprave, znanstvenim ustanovama, turističkim organizacijama, zavodima za zaštitu kulturne i povijesne baštine, leksikografiji, izdavaštvu i medijima. Najpoznatije geografske organizacije u Hrvatskoj su Geografski odsjek PMF-a Sveučilišta u Zagrebu, Odjel za geografiju Sveučilišta u Zadru, te krovno strukovno udruženje Hrvatsko geografsko društvo. Geografska znanost ima velik društveni značaj što se može vidjeti po tome da je obavezan predmet u drugoj polovici osnovnoškolskog obrazovanja, te u cijelom srednjoškolskom obrazovanju.

## Povijest

### Geografija u Hrvatskoj u starom i srednjem vijeku
U razdoblju starog vijeka započinje geografsko proučavanje današnjeg područja Hrvatske. Ovo je doba zbog vrlo oskudnih izvora najslabije istraženo i najmanje poznato u čitavoj povijesti razvoja geografije u Hrvatskoj. Na području današnje Hrvatske u razdoblju starog i srednjeg vijeka nije bilo poznatih geografa koji su ondje djelovali, no zato su današnje područje Hrvatske obradili drugi geografi tog doba. Među njima najistaknutiji su Strabon, Plinije Stariji i Klaudije Ptolomej koji je u 2. stoljeću opisao i na karti, među ostalim područjima, predočio područje današnje Hrvatske.
Nakon Ptolomeja pa sve do 12. stoljeća veliki je procjep u kojemu nema nikakvih značajnijih istraživanja kako u području geografije tako i u ostalim poljima ljudskog djelovanja. Glavni uzrok tome raspad je Rimskog Carstva i Velika seoba naroda. Tek u 12. stoljeću pojavom Hermana Dalmatina (o. 1100. – o. 1160.), astronoma i filozofa rodom iz Istre, započinje ponovni razvoj geografije u Hrvatskoj. Herman Dalmatin ujedno je i prvi poznati geograf koji je rođen na području današnje Hrvatske. Proučavao je brojne pojave poput plime i oseke, meteorologije i pretskazanja vremena. Poznat je po prijevodima arapskih geografa i arapskih prijevoda djela antičkih pisaca poput Ptolomeja. Glavno mu je djelo De essentis (1143.), rasprava o postanku svemira, svijetu, planetima, Zemlji i životu na njoj.
Od ostalih koji su doprinijeli razvoju geografije u Hrvatskoj treba spomenuti Zadranina Grgura, barskoga nadbiskupa (12. stoljeće) i Marka Pola (1254. – 1323.), istraživača s Korčule. Dok je Grgur važan po djelu Sclavorum Regnum (Ljetopis popa Dukljanina), u kojem se iznose važni geografski podaci i toponimi prostora današnje Hrvatske, Bosne i Hercegovine i Crne Gore, tako je Marko Polo s djelom Livre des merveilles du monde (1298.) važan za razvoj kasnosrednjovjekovne geografije u Europi i upoznavanje regionalno-geografskih obilježja Azije.
Krajem srednjeg vijeka razvoj geografije u Hrvatskoj odgovara onome u zapadnoj i južnoj Europi. Naravno, pritom je geografsko istraživanje prvenstveno usredotočeno na područje primorske Hrvatske u kojem posebnu ulogu ima jadranska obala. Portulanske karte iz 13. stoljeća nastale su na temelju geografskih opisa hrvatske obale i astronomskih opažanja.

### Razvoj geografije u Hrvatskoj na početku novog vijeka
Geografija se u novom vijeku počinje razvijati usporedno s drugim područjima u sveukupnom valu zanimanja za humanističke i prirodne znanosti tijekom renesanse. U ovom razdoblju javljaju se prvi hrvatski geografi, a geografska djela osim čisto deskriptivnih, poprimaju obilježja pravih znanstvenih radova (posebice na području fizičke geografije).
Na prijelazu s 15. u 16. stoljeće javlja se osoba koja se može smatrati prvim poznatim hrvatskim geografom, Federik Bartolačić Grisogono (1472. – 1538.), istaknuti liječnik i filozof iz Zadra. Najznačajniji je po djelu Tractatus de occulta causa fluxi et refluxi maris u kojem daje prve kvantitativne odnose morskih mijena te predviđa postojanje tzv. nadirne plime i oseke. Uz Bartolačića istaknuti geografi toga doba su Franjo Petrić s Cresa (1529. – 1597.; djelo Pancosmia), Markantun de Dominis s Raba (1560. – 1624.; djelo Euripus seu de fluxu et refluxu maris sententia, 1924.) i Juraj Šižgorić (1420. – 1509.; djelo De situ Illyriae et civitate Sibenici, 1487.).
Na početku 16. stoljeća u Dubrovniku djeluju Grgur Budislavić (o. 1485. – 1551.; djela De astrologia i De sphera), Lujo Gjurašević (o. 1520. – 1565.; djelo Cosmographiae commentaria; prvi daje hrvatske nazive vjetrova), Marin Getaldić (1568. – 1626.), Nikola Sagroević (o. 1500. – 1573.; djelo Ragionamenti sopra le varieta dei riflussi del mare oceano occidentale).
Osim geografskih radova u to doba nastaju i važne geografske karte s prikazima pojedinih dijelova današnje Hrvatske. Pietro Coppo (Petar Kopić, 1469. – 1555.), Istranin, autor djela Del sito de Istria koje uz De toto orbe, Summa totius orbis i Portolano predstavlja jedno od najstarijih geografskih i kartografskih djela nastalih na području današnje Hrvatske. Ostali značajni kartografi su Vinko Paletin (1508. – 1573.) s Korčule, Natal Bonifacio (Božo Bonifačić, 1538. – 1592.), Martin Rota Kolunić (1532. – 1583.), Vicko Dimitrije Volčić (1563. – 1607.) iz Dubrovnika, Ivan Klobučarić (1550. – 1605.) iz Dubašnice na Krku i Varaždinac Stjepan Glavač (1627. – 1680.), prvi hrvatski autor karte Hrvatske (Nova hactenus...Partium Regni Sclavoniae et Croatiae a Christianitate etiam non possessarum Confiniumque descriptio... iz 1673.).

### Geografija u Hrvatskoj tijekom 17. i 18. stoljeća
U 17. i 18. stoljeću javlja se sve više osoba koji se u svojim djelima bave geografijom i/ili kartografijom, a među njima najvažniji su Frane Zavoreo (o. 1750. – o. 1830.), mletački službenik i inženjer, Ivan Lucić iz Trogira (1604. – 1679.), Božo Antica, dubrovački kartograf rodom s Lastova, te Pavao Ritter Vitezović (1652. – 1713.; djelo Croatia rediviva regnante Leopoldo Magno Caesare, 1700.).
Na početku 18. stoljeća pojavljuje se prvi udžbenik iz geografije u Hrvatskoj tiskan na latinskom jeziku Veteris et Novae geographiae, Compendiosa Congeries (1714.) Jakoba Pejačevića, profesora na isusovačkoj gimnaziji u Zagrebu.
Određene geografske probleme obradio je u svojim djelima i istaknuti znanstvenik Josip Ruđer Bošković (1711. – 1787.), matematičar, fizičar i filozof. Među njegovim djelima posebno se ističu radovi o Zemljinu obliku i dimenzijama, te geodetskoj izmjeri. U Boškovićevo vrijeme širi se područje na kojem se razvija geografija u Hrvatskoj, posebice pojavom isusovca i misionara Ferdinanda Konšćaka iz Varaždina (1703. – 1759.), povjesničara Baltazara Adama Krčelića (1715. – 1778.) i Osječanina Matije Petra Katančića (1750. – 1825.; djela Specimen philologiae et geographiae Pannoniorum..., 1790. i Istri adcolarum Illyrici geographia vetus, I i II, 1791.). Sva su trojica djelovala na prostoru kontinentalne Hrvatske koja polagano postaje središte razvoja geografije u Hrvatskoj. Ferdinand Konšćak zaslužan je za prvi geografski opis Kalifornije, izradu prve geografske karte meksičkog poluotoka Kalifornije, te dokaza da je Baja California poluotok, a ne otok.

### Geografija u Hrvatskoj u 19. stoljeću
Početkom 19. stoljeća varaždinski profesor Antun Rožić objavljuje udžbenik prvo na latinskom jeziku (1821.), a zatim i hrvatski prijevod (1823.) naslova Kratek zavjetek zemaljskoga izpisivanja horvatske i vugerske zemlje... Ovo djelo smatra se prvim zemljopisnim udžbenikom na hrvatskom jeziku.
Brojni autori objavljuju kartografska djela: Dragutin Seljan (1810. – 1848.) izdaje Zemljovid carevine Austrijanske (1847.), prvi kartografski rad na hrvatskom jeziku, prirodoslovac Josip Partaš (1820. – 1865.) objavljuje Zemljovid stare cjelokupne Kraljevine Hervatske, a Franjo Kružić djelo Zemljovidi svih zemalja, u kojima prebivaju Hrvati.
U geografskim djelima kod Hrvata iz prve polovice 19. st. prvi se put uz "geografiju" upotrebljava i istoznačni hrvatski narodni pojam "zemljopis", a prvi koji koristi zemljopis u naslovu svoga djela je Franjo Bradaška (Sravnjivajući zemljopis: za više razrede srědnjih učionah, Zagreb, 1867.). Ostala značajna zemljopisna djela su Početak, napredak i vrijednost Literature Ilirske. S kratkim geografičko-statističkim opisom Ilirskih deržavah (1840.) i Zemljopis pokrajinah ilirskih iliti ogledalo zemlje... (1843.) Dragutina Seljana, te Zemljopisno-povijesno opisanje Bosne (1841.), Putovanje po Bosni (1842.), Putovanje iz Dubrovnika preko Hercegovine u Fojnicu (1842.), Zemljopis i poviestnica Bosne (Zagreb, 1851.) banjolučkog putopisca i ilirca fra Ivana Franje Jukića.
Kroz čitavo 19. stoljeće započinje sustavno bilježenje geografskih podataka na području čitave Hrvatske, a najznačajniji događaji su hidrografska izmjera hrvatske obale 1806. te 1808. – 1809., detaljna katastarska izmjera u Dalmaciji i Primorju i prvi popis stanovništva Hrvatske iz 1857. godine. 
Pojavom Alexandera von Humboldta i Carla von Rittera u geografiji se napokon počinje koristiti znanstveni pristup kojim se polako prevladava razdoblje deskriptivne geografije koje je vladalo do 19. stoljeća. Karakteristike znanstvenog pristupa očituju se uočavanjem i objašnjavanjem uzročno-posljedičnih veza među strukturama i procesima različitih čimebnika prirodno-geografske i socio-ekonomske osnove prostora. Ova moderna geografija razvija se u okviru nekoliko zapadnoeuropskih škola od kojih se posebno ističu francuska (pariška) i njemačka (berlinska) škola, a te škole slijede i geografi u Hrvatskoj.
Najvažniju ulogu u udaranju temelja modernoj znanstvenoj geografiji u Hrvatskoj odigrao je dr. sc. Petar Matković (1830. – 1898.) iz Senja, koji se smatra osnivačem suvremene geografske znanosti u Hrvatskoj. Matković je studirao geografiju u Beču, Pragu, Berlinu i Göttingenu, a po povratku u Hrvatsku objavio je brojna značajna geografska djela. Matković je ujedno bio i prvi sveučilišni profesor geografije u Hrvatskoj.
Osim Matkovića vrijedi istaknuti dr. sc. Vjekoslava Klaića (1849. – 1928.) čija su najvažnija djela Prirodni zemljopis Hrvatske (1878.) i Zemljopis zemalja u kojih obitavaju Hrvati I-IV (1880. – 1883.). Širi pristup upoznavanju i interpretiranju geografske stvarnosti u cijelom tom razdoblju upućuje na činjenicu da se pojam zemljopis upotrebljavao kao hrvatska istoznačica za geografiju, sadržavajući izvorno i deskriptivno, ali i znanstveno-istraživačko obilježje. Slično je i kod drugih slavenskih naroda, pa se kod Slovenaca često upotrebljava također pojam zemljopis, kod Rusa zemljopisanie, a kod Srba zemljopisanije.
Na prijelazu stoljeća djelovali su također istaknuti istraživači Dragutin Lerman iz Požege (1863. – 1918.), te braća Mirko (1871. – 1913.) i Stevo Seljan (1875. – 1936.).

### Razvoj geografije u Hrvatskoj nakon institucionalizacije
Nakon što je Matković osnovao 1883. godine Katedru za geografiju na Mudroslovnom fakultetu u Zagrebu stvorena je baza za razvoj geografske znanosti u Hrvatskoj. Matkovićev rad nastavili su razvijati sljedeći istaknuti geografi: Hinko Hranilović (1860. – 1922.), Milan Šenoa (1869. – 1961.), Artur Gavazzi (1861. – 1944.), Ivo Pilar (1874. – 1933.), akademik Josip Roglić (1906. – 1987.). Svi navedeni geografi objavili su brojna djela u pojedinim geografskim granama, čime je započela specijalizacija geografije u Hrvatskoj.
Nakon Drugog svjetskog rata geografija se u Hrvatskoj najviše razvija djelovanjem akademika Roglića, a u to doba neko vrijeme radi i Geografski institut na Sveučilištu u Zagrebu na kojem stasaju brojni hrvatski geografi druge polovice 20. stoljeća.

## Geografske institucije u Hrvatskoj
Prva geografska institucija u Hrvatskoj bila je Katedra za geografiju koju je 1883. godine osnovao Petar Matković pri Mudroslovnom fakultetu Kraljevskog sveučilišta Franje Josipa I. u Zagrebu. Na temeljima ove katedre razvit će se Geografski odsjek koji od 1947. do danas djeluje u sklopu Prirodoslovno-matematičkog fakulteta u Zagrebu. Od 1961. do 1975. godine djelovao je i Geografski institut (kasnije Institut za geografiju Sveučilišta u Zagrebu) kao posebna znanstvena ustanova. Geografski odsjek PMF-a stoga je najstarija, najveća i najutjecajnija znanstvena i obrazovna institucija u Hrvatskoj na području geografije.
Druga jezgra geografije koja i danas djeluje u Hrvatskoj je Odjel za geografiju Sveučilišta u Zadru osnovan 1994. godine kao Odsjek za geografiju Filozofskog fakulteta u Zadru.
Međutim, od osnutka Katedre za geografiju u Zagrebu 1883. godine geografija se mogla studirati u više gradova u Hrvatskoj. Nakon Drugog svjetskog rata i osnivanja viših pedagoških škola, kasnije pedagoških akademija, geografija se mogla studirati u okviru trogodišnjih ili dvogodišnjih studija u Zagrebu, Osijeku, Splitu, Rijeci, Puli, Zadru, Slavonskom Brodu, Karlovcu, Šibeniku, Dubrovniku, Petrinji, Čakovcu i Pakracu.
Geografija se danas u okviru pojedinih predmeta studira u Zagrebu na Ekonomskom fakultetu, Fakultetu političkih znanosti, Prometnom fakultetu, Agronomskom fakultetu, Hrvatskim studijima, Hrvatskom vojnom učilištu "Petar Zrinski", Zagrebačkoj školi za menadžment, Zagrebačkoj školi ekonomije i menadžmenta, Tehničkom veleučilištu i Arhitektonskom fakultetu. U Rijeci geografija se predaje na Ekonomskom i Prometnom fakultetu, te Fakultetu za turizam i hotelski menadžment u Opatiji. U Gospiću na Visokoj učiteljskoj školi, a u Puli na Odjelu za obrazovanje učitelja i odgajatelja i Odjelu za ekonomiju i turizam "Dr. Mijo Mirković" Sveučilišta u Puli. U Splitu na Ekonomskom i Prometnom fakultetu. U Osijeku na Učiteljskom fakultetu, a u Dubrovniku na Interuniverzitetskom centru Sveučilišta u Dubrovniku. U Petrinji je geografiju moguće studirati na Visokoj učiteljskoj školi, u Šibeniku na Pedagoškoj akademiji i Veleučilištu, te u Kninu na Veleučilištu "Marka Marulića". U Čakovcu se geografija predaje na Učiteljskom fakultetu, a u Zadru na nekoliko odjela Sveučilišta u Zadru.

## Geografska društva u Hrvatskoj
Jedino geografsko društvo koje djeluje u Hrvatskoj je Hrvatsko geografsko društvo koje je 1897. godine osnovao Hinko Hranilović zajedno s Antunom Heinzom kao dio Hrvatskog prirodoslovnog društva, što je imalo posebno značenje za razvoj geografske struke i znanosti u Hrvatskoj. Ova je znanstvena i strukovna udruga nastavila s djelovanjem uz kraće prekide sve do danas, posebice od 1947. kada je nastojanjima akademika Josipa Roglića obnovljena i osamostaljena.
Uz ovu krovnu strukovnu organizaciju djeluje i Klub studenata geografije Zagreb koji okuplja sve studente geografije s Geografskog odsjeka PMF-a.

## Geografski časopisi u Hrvatskoj
Do danas je u Hrvatskoj izlazilo osam geografskih časopisa, od kojih su neki u međuvremenu prestali izlaziti, tako da se trenutačno redovito objavljuje samo šest časopisa.
Hrvatski geografski glasnik je znanstveni časopis Hrvatskog geografskog društva. Prvi broj objavljen je 1929. godine pod ovim nazivom, te nastavlja izlaziti do 1939. godine. Ponovo izlazi od 1950. pod nazivom Geografski glasnik sve do 1996. godine. Sljedeće godine vraćen je prvotni naziv pod kojim izlazi danas. Hrvatski geografski glasnik objavljuje rezultate izvornih teorijskih i empirijskih istraživanja te pregledne članke iz svih geografskih disciplina. Poseban naglasak daje se člancima koji obrađuju prostor Hrvatske. U pravilu se objavljuju članci pisani hrvatskim ili engleskim jezikom. Časopis registriraju ili referiraju: CAB Abstracts, Current Geographical Publications, Geobase, Sage Urban Studies Abstracts.
Acta Geographica Croatica je znanstveni časopis Geografskog odsjeka PMF-a Sveučilišta u Zagrebu. Prvi broj objavljen je 1958. pod nazivom Radovi, a 1992. mijenja ime u Acta Geographica Croatica. Časopis je prestao izlaziti 2000. godine.
Geographical Papers je povremeni znanstveni časopis Geografskog odsjeka PMF-a Sveučilišta u Zagrebu. Prvi broj izašao je 1970. godine, a posljednji 1991. godine. Članci su pisani engleskim ili njemačkim jezikom. Do sada je objavljeno osam brojeva.
Geoadria je znanstveni časopis kojeg izdaju Hrvatsko geografsko društvo – Zadar i Odjel za geografiju Sveučilišta u Zadru. Od prvog broja objavljenog 1996. izlazio je jednom godišnje do 2001. godine, a od 2002. izlazi dvaput godišnje. Od 2006. godine svi se članci u časopisu objavljuju na hrvatskom i engleskom jeziku. U Geoadriji se primarno objavljuju rezultati istraživanja hrvatskoga litoralnog pojasa i Hrvatske u cjelini, a potom i rezultati istraživanja različitih geografskih i geografiji srodnih znanstvenih disciplina o prostoru Jadrana, Sredozemlja i Europe. Časopis se referira u Current Geographical Publications, Geo Abstracts, GEOBASE, Geosystems, GeoArchive, Geotitles i Population Index.
Podravina je časopis za multidisciplinarna istraživanja kojeg objavljuje izdavačka kuća Meridijani od 2002. godine. Izlazi dvaput godišnje. Multidisciplinarnost se uglavnom odnosi na istraživanja iz područja ekonomije, ekologije, demografije, geografije, povijesnih znanosti, sociologije, etnologije itd.
Geografski horizont je stručno-informativni časopis Hrvatskog geografskog društva. Izlazi dva puta godišnje. Prvi broj objavljen je 1955. nakon odluke III. kongresa geografa Jugoslavije. Tijekom svoje povijesti izlazio je kao dvobroj, jednobroj i četverobroj. U prvom desetljeću izlaženja bio je glasilo Saveza geografskih društava Jugoslavije, dok ga kasnije preuzima Geografsko društvo Hrvatske, odnosno danas Hrvatsko geografsko društvo.
Meridijani su hrvatski znanstveno-popularni časopis s najvećom nakladom. Prvi broj objavljen je 1993. godine pod nazivom Hrvatski zemljopis. Godine 2002. mijenja naziv u Meridijani. Obuhvaća teme iz područja geografije, povijesti, ekologije i putovanja. Godišnje se objavljuje deset brojeva (ne izlazi u srpnju i kolovozu). Meridijani su ujedno i prvi časopis u Hrvatskoj prilagođeni slijepim osobama.
Geo je popularno-znanstveni časopis koji je počeo izlaziti 2006. godine. Izlazi jednom mjesečno. Geo časopis izlazi također u Češkoj, Grčkoj, Mađarskoj, Rumunjskoj, Slovačkoj, Sloveniji i Turskoj.

## Više informacija
- Popis hrvatskih geografa
- Geografija Hrvatske

## Vanjske poveznice
- Damir Magaš Kratak prikaz razvoja hrvatske geografije[neaktivna poveznica]
- Hrvatska geografija u međunarodnoj suradnji[neaktivna poveznica]
- Geografija.hr  Arhivirana inačica izvorne stranice od 24. siječnja 2009. (Wayback Machine)
- Geografski odsjek PMF-a Sveučilišta u Zagrebu
- Hrvatsko geografsko društvo
- Odjel za geografiju Sveučilišta u Zadru